# Emblema della Repubblica Socialista Sovietica Moldava
L'emblema della Repubblica Socialista Sovietica Moldava fu l'emblema ufficiale della Repubblica Socialista Sovietica Moldava dal 10 febbraio 1941 al 3 novembre del 1990, quando fu abbandonato in favore dell'attuale stemma della repubblica moldava.

## Simbologia
Progettato sul modello di quello dell'Unione Sovietica, l'emblema della RSS Moldava presenta i classici simboli dell'araldica socialista: al centro un sole nascente, simbolo del radioso avvenire del proletariato, fa da sfondo a falce e martello dorati, sormontati da una stella rossa a cinque punte, tradizionalmente rappresentante la vittoria del comunismo in tutti e cinque i continenti.
Il bordo dello stemma è costituito da riferimenti alla produttività agricola (simbolo in generale di prosperità e benessere materiale): fasci di spighe di grano si accompagnano a pannocchie di granturco, grappoli d'uva ed altri ortaggi; questi ultimi in particolare rappresentano un forte elemento di caratterizzazione rispetto agli altri emblemi delle repubbliche sovietiche.
Una singola fascia rossa contorna l'emblema da parte a parte. In essa sono riportati l'acronimo del nome ufficiale dello stato sovietico (РССМ in caratteri cirillici, ovvero RSSM) al centro e, sui lati sinistro e destro, il motto ufficiale dell'Unione Sovietica Proletari di tutti i paesi, unitevi!, trascritto rispettivamente in lingua moldava (Пролетарь дин тоате цэриле, уници-вэ!, Proletari din toate țările, uniți-vă!) ed in russo (Пролетарии всех стран, соединяйтесь!).

## Storia

Stemma della Repubblica Socialista Sovietica Autonoma di Moldavia (1925-1940)

L'emblema, ideato da E.N.Merega, venne adottato dal Soviet Supremo della piccola RSS Moldava il 10 febbraio del 1941 e dichiarato ufficiale dall'articolo 117 della Costituzione della repubblica sovietica. In precedenza, la Repubblica Socialista Sovietica Autonoma Moldava (esistita dal 1925 al 1940) aveva adottato un emblema differente, caratterizzato da una grafica più semplificata e dalla presenza di uno scudo dal fondo rosso al centro (molto simile a quello utilizzato dalle RSS Russa ed Ucraina).
Esso rimase sostanzialmente immutato (se si esclude un restyling grafico minore nel 1981, anno in cui i suoi colori vennero resi leggermente più chiari ed i raggi del sole nascente sullo sfondo vennero portati tutti alla stessa misura) fino al 1990. Nel contesto della dissoluzione dell'Unione Sovietica infatti, anche la Moldavia scelse di tornare ad un emblema dalla veste grafica più tradizionale, che venne disegnato da G. Vrable ed adottato come ufficiale il 3 novembre. Tale stemma compare tutt'oggi al centro della bandiera moldava.

## Curiosità
L'attuale emblema della Transnistria, stato non riconosciuto a livello internazionale, si presenta come una versione di poco modificata di quello della RSS Moldava (a cambiare sono infatti solamente alcuni colori e l'aggiunta di una fascia azzurra alla base del sole nascente).